# Fast & Furious: Showdown
Fast & Furious: Showdown é um jogo eletrônico de corrida cooperativo, lançado em 21 de maio de 2013. Desenvolvido pela Firebrand Games e publicado pela Activision para Microsoft Windows, PlayStation 3, Wii U, Xbox 360 e Nintendo 3DS, a história do jogo tem ligações com os eventos de Fast & Furious 6, bem como a história dos outros filmes da franquia. Um jogo para celular, Fast & Furious 6: The Game, foi desenvolvido pela Exploding Barrel Games e publicado pelo estúdio Kabam. Foi lançado em 16 de maio de 2013, para os dispositivos iPhone, iPod touch, iPad e Android. A história de Fast & Furious 6: The Game é paralela à do filme, permitindo aos jogadores correr e personalizar veículos ao lado dos personagens.

## Enredo
Showndown não tem exatamente uma história. O título passa por diversas histórias que compõem os filmes da série. Durante as missões, os jogadores terão que provar que são bons no volante, principalmente em perseguições ou roubo de carros, já que a ideia e desviar de tudo pelo caminho e, ao mesmo tempo, tentar fugir da polícia em alguns casos.
Showndown tera multiplayer cooperativo para até dois jogadores, com missões emocionantes, nas mais diversas localidades do mundo, uma destas missões é a perseguição policial no fim de Velozs & Furiosos 5: Operação Rio, no qual um grande cofre roubado é arrastado pelas ruas do Rio de Janeiro.
Diferentes classes de personagens jogáveis estarão disponíveis, como motorista, atirador, estrategista e audacioso. As missões serão de corrida, assaltos e tiroteios. Será possível construir e modificar carros licenciados, com novas peças e melhorias. Além disso, o jogo terá um modo de desafios com pontuação para Rankings Online